# 服部治則
服部 治則（はっとり はるのり、1920年（大正9年）7月18日 - 2015年（平成27年）2月28日）は、日本の歴史学者・民俗学者である。山梨大学名誉教授。山梨郷土研究会常任理事。正四位。

## 経歴・人物
三重県上野市に生まれる。1945年（昭和20年）に東京文理科大学（のちの東京教育大学）史学科国史科を卒業し、1947年には山梨師範学校（のちの山梨大学）助教授になる。山梨県の農村地域における柳田國男の調査にも同行している。
歴史学と民俗学の手法を組み合わせた歴史民俗学的アプローチの研究を行い、1950年代から60年代には山梨県独自の民俗事例として知られる親分子分慣行の研究を行う。これは非血縁の親子関係を結び、親分は子分に経済的庇護を加え子分は親分に対して奉仕する伝統的な人間関係で、服部はその起源を求め武田氏研究へと研究対象を移行する。
服部は戦国期武田氏の寄親寄子制度と現代の親分子分慣行に擬似的親子関係という共通点を求め、『甲斐国志』など近世の編纂地誌や系図類を研究の基礎史料としつつも、史料集や自治体史が未編纂の時期から自身で古文書収集を行っている。家臣団のなかでも有力重臣層の系譜的論考や、武川衆や津金衆など武田氏や徳川氏と被官関係を結んだ地域武士団や軍役衆など階層の異なる氏族の親族・同族関係を考察し、系譜や諱、官途名や受領名の確定など武田家臣団研究の基礎的作業を行う。
また、磯貝正義とともに史料刊行の校注や編集も行い、『甲陽軍鑑』（人物往来社、1965年）や、『王代記』（影印甲斐戦国史料叢書、1976年）、『塩山向岳禅菴小年代記』（1975年）などの刊行に携わっている。
服部の研究は武田家臣団の基礎研究と評されているものの、論文発表誌は山梨大学の研究報告や郷土研究誌『甲斐史学』『甲斐路』などが中心で、論集が未刊行であったため一般に研究が参照されにくい状態にあったが、2007年には黒田基樹や平山優の尽力により論集『武田氏家臣団の系譜』が刊行された。

## 著作
- 『親分子分と本家筋』御茶の水書房、1978年
- 『農村社会の研究』御茶の水書房、1980年
- 『武田氏家臣団の系譜』岩田書院、2007年